# مذبحة موكرونوغ
مذبحة موكرونوغ كانت القتل الجماعي لتسعة مدنيين بوسنيين في قرية موكرونوغ في وادي دوفنو في البوسنة والهرسك. تم ارتكابها في 10 أغسطس 1993 من قبل جنود قوات الدفاع الكرواتية خلال حرب البوسنة والهرسك. في نوفمبر 1999 وجدت محكمة منطقة زغرب أن إيفان باكوفيتش مذنب غيابيا وحكمت عليه بالسجن 15 عام. بعد إلقاء القبض على إيفان باكوفيتش حوكم أيضا في محكمة كانتون ليفنو وأدين بارتكاب جرائم حرب ضد السكان المدنيين. في عام 2004 حُكم عليه بالسجن لمدة 15 عام.

## المذبحة
ذكر تفسير الحكم الصادر عن محكمة منطقة زغرب برئاسة رانكو ماريان أن إيفان باكوفيتش المعروف أيضا باسم إيكاتش ظهر مع شخص واحد على الأقل مجهول الهوية في 10 أغسطس 1993 في قرية موكرونوغ عند عتبة الباب من منزل عائلة بشلاغا. دخلوا المنزل وهم مسلحون برشاش آلي ويرتدون زي عسكري ووجهوا أسلحتهم نحو حسين وأمير وصبحة وإميرة وديكا بشلاغا وإبراهيم ومحرم ومصطفى تيرو وكذلك في سينها جوليمان. أمرهم بالخروج من المنزل. جنبا إلى جنب مع ملحقاته حمل الضحايا تحت تهديد السلاح وأخذهم إلى غابة قريبة على بعد حوالي 500 متر وأمرهم بالاستلقاء على الأرض ووجههم لأسفل. ثم أطلق المهاجمان ما لا يقل عن 33 طلقة من مدفع رشاش و51 طلقة من رشاش. كل الضحايا التسعة قتلوا على الفور.
أثناء تقديم الأدلة أمام المحكمة كانت أكثرها صلة الشهادة المروعة للقاصر أميلا بشلاغا التي تعرفت على القاتل ليلة مجيئه إلى منزلهم. كان باكوفيتش إشبين والدها في حفل زفافه. عندما أمرتهم باكوفيتش بالاستلقاء ناشدته والدتها: «لا تفعل ذلك الأخ إيفان. كان والدك رجل صالح». أجاب باكوفيتش: «ربما يكون جيدا لكنني أوستاشا» وأخرجهم من المنزل.